# Monsieur Ripois
Monsieur Ripois (Engels: Knave of Hearts) is een Frans-Britse dramafilm uit 1954 onder regie van René Clément.

## Verhaal
André Ripois is een Franse rokkenjager in Londen. Zijn vrouw Catherine heeft schoon genoeg van zijn ontrouw en reist naar Edinburgh om de echtscheiding voor te bereiden. Intussen tracht André een vriendin van zijn vrouw te verleiden.

## Rolverdeling
| Acteur            | Personage        |
| ----------------- | ---------------- |
| Gérard Philipe    | André Ripois     |
| Valerie Hobson    | Catherine Ripois |
| Joan Greenwood    | Norah            |
| Margaret Johnston | Anne             |
| Natasha Parry     | Patricia         |
| Germaine Montero  | Marcelle         |